# Jery Sandoval

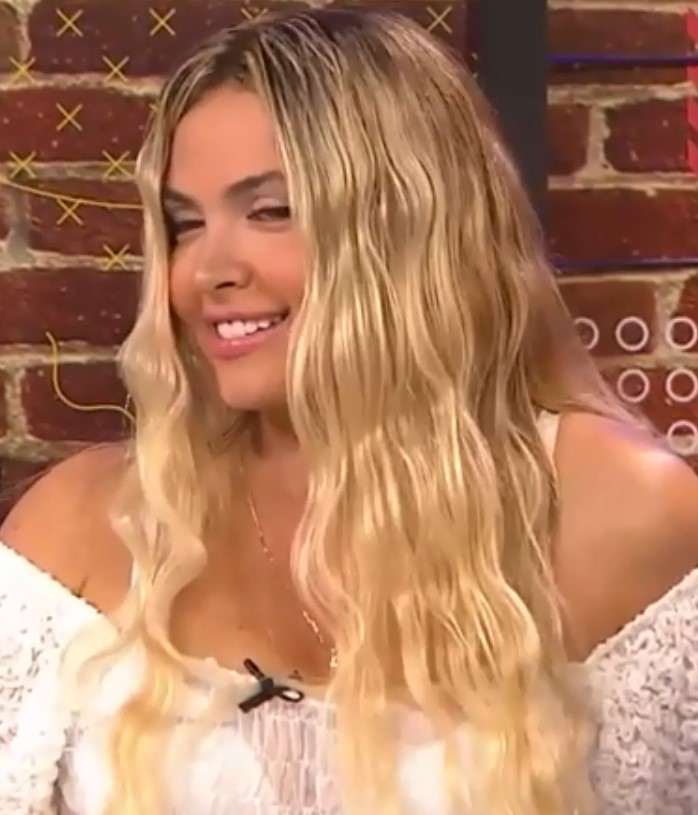
Jery Sandoval, 2020

Jery Luz Sandoval Sanabria (* 18. Dezember 1986 in Barranquilla), auch als nur Jery bekannt, ist eine kolumbianische Filmschauspielerin und Sängerin. Sie ist auch als Fotomodell bekannt.

## Frühe Jahre
Jery, Tochter eines Musikers, begann schon mit 12 Jahren im Orchester ihres Kollegs zu spielen sowie in einer Gruppe namens "Notas y colores" zu singen. Dann sang sie mit ihrem Cousin Luis in einer anderen Gruppe, womit sie auch einige Musikwettbewerbe gewann. Zwischen 2000 und 2002 machte sie eine erste Dancemusik-Schallplatte und schrieb einige Lieder, wie "Te amo", "Como dejarte" und "Mi primer día sin tí". 2001 hatte sie ihr TV-Debüt beim Lokalkanal Telebarranquilla.

## Beim RCN-Netzwerk
Mit 16 Jahren nahm Jery in einem Casting der Firma RCN für das Fernsehspiel Al ritmo de tu corazon teil. Die RCN-Mitarbeiter aber behielten sie für einen von ihren weiteren Projekten, nämlich Los Reyes eine kolumbianische Adaption des argentinischen Fernsehspiels Los Roldan. Dort war Jery die Hauptdarstellerin (als Maria Reyes), und die Serie hatte ein Rating von 43,6 % (fast dem von Yo soy Betty, la fea gleich).

## In Mexiko
Nach dem Los-Reyes-Erfolg kam Jery nach Mexiko, um im Fernsehspiel Codigo postal(Postleitzahl) mitzuwirken. Damit war sie die erste Kolumbianerin, die je in einer Produktion des mexikanischen Televisa-Netzwerkes spielte. In Codigo postal stellte sie (bis 2006) Maria Corona dar.

## Musikprojekte
2007 kam sie nach Puerto Rico, um mit den Musikproduzenten von White Lion zu arbeiten. Anfang 2008 zog sie nach Miami, um mit Universal Music zu arbeiten und an der dortigen Uni Englische Sprache zu studieren.